# 大澳端午龍舟遊涌

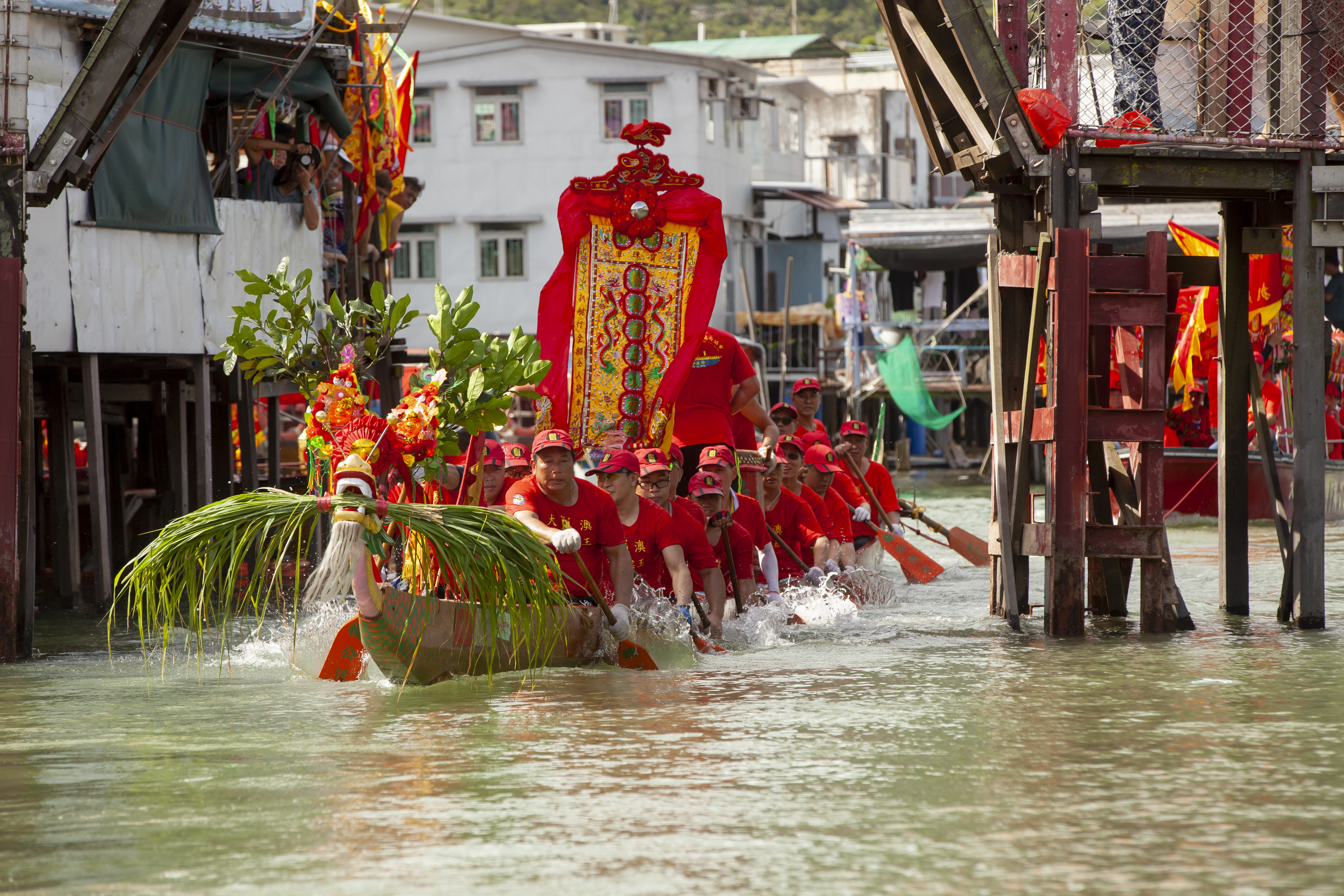
大澳端午龍舟遊涌

大澳端午龍舟節（英語：Tai O Dragon Boat Festival）是指每年端午節於香港大嶼山大澳的傳統活動，使用龍舟進行祭祀儀式。這項活動於2011年被列為香港首批「國家級非物質文化遺產」之一。

## 歷史
這項活動起源於19世紀，當時大澳發生瘟疫，當地漁民於端午節將各廟宇神像放在小艇上於水道巡遊，結果瘟疫消除，便成為了每年一次的習俗。

## 節日儀式
現時這項活動由大澳三個傳統漁業行會舉辦，包括扒艇行、鮮魚行和合心堂。它們會於端午節前一天（農曆五月初四）早上，前往楊侯古廟、新村天后廟、關帝廟、洪聖廟借來神像供奉祭祀，然後於端午節當天（農曆五月初五）早上將神像放在龍舟上，巡遊大澳內的各水道，沿岸居民會焚香拜祭，最後將神像歸還予各廟宇。

## 外部連結
- 端午節 - 香港旅遊發展局
- 獨樹一幟的「大澳端午龍舟遊涌」（页面存档备份，存于） - 香港民政事務局
- 大澳遊涌前一天~~請神出廟 - YouTube
- 大澳遊涌相集 - Flickr
- 端午龍舟遊涌 （页面存档备份，存于） - 香港記憶
- 無障礙賞非遺(1）大澳端午龍舟游涌（附手語翻譯） （页面存档备份，存于） - 香港傷健共融網絡